# Culpinia crenulata
Culpinia crenulata là một loài bướm đêm trong họ Geometridae.